# Choerodon robustus
Choerodon robustus (Günther, 1862) è un pesce d'acqua salata appartenente alla famiglia Labridae.

## Distribuzione e habitat
Proviene dalle barriere coralline dell'oceano Indiano, del Mar Rosso e dell'oceano Pacifico. Si trova in Indonesia, Golfo Persico, Mauritius, Seychelles, lungo le coste del Mozambico, della Tanzania, del Kenya e della Somalia. Nuota tra i 40 e i 70 m di profondità soprattutto in zone con fondali rocciosi.

## Descrizione
Presenta un corpo compresso lateralmente, alto e non particolarmente allungato, con il profilo della testa arrotondato tipico del suo genere. È prevalentemente grigiastro o marrone, talvolta quasi rossiccio, con una fascia diagonale più chiara che parte dalla base delle pinne pettorali e che termina sul dorso. La pinna dorsale e la pinna anale sono più chiare del corpo, come il ventre, non particolarmente alte, e la pinna caudale non è biforcuta. La lunghezza massima registrata è di 35 cm per i maschi e 25 per le femmine.

## Biologia

### Comportamento
È prevalentemente solitario. È spesso preda del serranide Cephalopholis hemistiktos.

### Alimentazione
La sua dieta, prevalentemente carnivora, è composta prevalentemente da varie specie di invertebrati marini come crostacei, molluschi ed echinodermi, in particolare ricci di mare.

### Riproduzione
È oviparo e la fecondazione è esterna; non ci sono cure verso le uova.

## Conservazione
Non viene pescato molto frequentemente ed è diffuso in alcune aree marine protette, quindi la lista rossa IUCN lo classifica come "a rischio minimo" (LC).